# Bou Henni
Bou Henni (em árabe: بوهني) é uma cidade e comuna localizada na província de Mascara, Argélia. Segundo o censo de 2008, a população total da cidade era de 11 715 habitantes.